# Kozmikus mikrohullámú háttérsugárzás

WMAP kép a mikrohullámú háttérsugárzás egyenetlenségeiről (2003 június)

A kozmikus mikrohullámú háttérsugárzás az az elektromágneses sugárzás, ami az egész világegyetemet kitölti. Energiaeloszlása 2,725 kelvin hőmérsékletű feketetest-sugárzásnak felel meg, melynek maximuma a mikrohullámú frekvenciatartományba esik: 160,4 GHz-nél (1,9 mm-es hullámhossznál) található.
Az ősrobbanás után nagyjából 380 000 évvel az atommagok és elektronok összeálltak atomokká, és a fotonok számára a világegyetem átjárhatóvá vált. A mikrohullámú háttérsugárzás ebből az időből származik, de a Világegyetem tágulása miatt, amelyet a vöröseltolódás jelensége igazol, a hőmérséklete lecsökkent.
Ez a sugárzás az ősrobbanás komoly bizonyítékának tekinthető.

## Tulajdonságai

A COBE-műhold FIRAS nevű műszere által mért kozmikus mikrohullámú háttérsugárzás spektruma. Ez a természetben legpontosabban mért feketetest-sugárzás. A mérési hiba kisebb, mint a görbe ábrázolásához használt vonal vastagsága

A kozmikus mikrohullámú háttérsugárzás hőmérséklete az égbolton majdnem egyenletes (izotróp). 
A Szűz csillagkép irányában néhány ezred fokkal melegebb, mint az ellenkező irányban. A sugárzásnak ez a dipólus jellege megmagyarázható azzal, hogy a megfigyelő (azaz mi, tehát a Tejútrendszerünk) 627 km/s sebességgel mozog a sugárzás nyugvó rendszeréhez képest az említett irányba. A megfigyelésekből levonva ezt a dipól tagot egy majdnem teljesen izotróp eloszlást kapunk. A sugárzás minden irányból egyenletesen érkezik hozzánk 1 százezredrész pontossággal: az eltérés négyzetes közepe csupán 18 µK. A Far-Infrared Absolute Spectrophotometer (FIRAS) eszköz a NASA Cosmic Background Explorer (COBE) nevű műholdján nagy pontossággal mérte a kozmikus mikrohullámú háttérsugárzás spektrumát. A FIRAS adatait összehasonlították az elméleti feketetest-sugárzás spektrumával. A talált eltérés a feketetest-spektrumtól a 0,5 és 5 mm közötti hullámhossztartományban kevesebb, mint a maximum 0,005%-a. Ezzel ez a spektrum a természet legpontosabban mért feketetest-spektrumává vált. 
Ezért az eredményért John C. Mather-t a FIRAS (és az egész COBE program) vezetőjét 2006-ban Nobel-díjjal jutalmazták. A Nobel-díj másik felét a COBE másik vezetője George F. Smoot kapta.
A kozmikus mikrohullámú háttérsugárzás az ősrobbanáselmélet jóslata. Az elméletben a korai világegyetem fotonok, elektronok és barionok forró plazmájából épült fel. A fotonok állandóan kölcsönhatottak a plazmával Thomson-szórással. Ahogy a világegyetem tágult, az adiabatikus tágulás során lehetővé vált, hogy az elektronok protonokhoz kapcsolódva hidrogénatomokat hozzanak létre. Ez nagyjából 3000 K hőmérsékleten történt, amikor a világegyetem nagyjából 380 000 éves volt (z=1088). Ezután a fotonok már nem szóródtak a semlegessé vált atomokon, és szabadon kezdtek el utazni a térben. Ezt a folyamatot rekombinációnak vagy lecsatolódásnak hívják, arra utalva, hogy az elektronok az atommagokkal kombinálódnak és lecsatolódik egymásról az anyag és a sugárzás.
A foton tovább hűlt azóta és jelenleg érte el a 2,725 K értéket, és a hőmérséklete tovább fog hűlni, amíg a világegyetem tágul. Ennek megfelelően az égen mért sugárzás, amelyet jelenleg mérünk, egy gömbfelületről indult hozzánk, ahol a fotonok 13,7 milliárd évvel ezelőtt lecsatolódtak az anyaggal való kölcsönhatásról a korai világegyetemben, és csak most érték el a földi megfigyelőket. Az ősrobbanás elmélete szerint a teljes megfigyelhető világegyetemet kitölti a kozmikus mikrohullámú háttérsugárzás, és ez adja a világegyetem sugárzási energiájának zömét, ebből származik nagyjából a világegyetem teljes sűrűségének 5·10−5-ed része.
Az ősrobbanás-elmélet két legnagyobb sikere a majdnem tökéletes feketetest-sugárzás megjóslása és a háttérsugárzás anizotrópiájának részletes megjóslása. A jelenlegi tudományos műhold, a Wilkinson Microwave Anisotropy Probe pontosan mérte az anizotrópiát az egész égbolton 0,2 fokos skálán. Ezt felhasználták az ősrobbanásra vonatkozó standard Lambda-CDM modell paramétereinek becslésére. Néhány tulajdonság, mint a világegyetem alakja (sík vagy görbült-e) közvetlenül a háttérsugárzásból megállapítható volt, míg másokra, mint például a Hubble-állandó, nem adott önmagában pontos adatot, csupán más mérésekkel összevetve.

## Felfedezése
A háttérsugárzásról a legelső adatokat az 1940-es évek különféle mérései szolgáltatták, ezek azonban nem kerültek be a köztudatba, mert szerzőik nem ismerték fel jelentőségüket:
- Robert Henry Dicke 1941-ben, az M.I.T. sugárlaboratóriumában a radar fejlesztésén dolgozva készítette el a róla Dicke-radiométernek elnevezett mikrohullámú vevőkészüléket. A radiométereknek ezt az alapfelépítését használták több későbbi háttérsugárzás-kísérletben. Ez kiválóan alkalmas volt a mikrohullámú háttérsugárzás vizsgálatára, ennek létéről azonban Dicke-nek még fogalma sem volt. 1946-ban felfigyelt arra, hogy a mikor a műszert az ég felé fordítja, onnan valamilyen, 20 K alatti hőmérsékletű „zaj” érkezik.[6] Nem tartotta a dolgot fontosnak, és 1965-re, mire a háttérsugárzás komolyabban érdekelni kezdte, tökéletesen elfelejtette az egészet.
- 1947-ben publikálta eredményeit[7] Andrew McKellar a csillagközi gázfelhők jellemző hőmérsékletéről. A ciánmolekulák színképvonalait vizsgálva ezt rendkívül pontosan 2 és 3 K közé tette, de minden következmény nélkül, mert se ő, se a közleményét olvasó csillagászok nem jöttek rá, hogy ez azért van, mert a gáz felveszi a háttérsugárzás hőmérsékletét.
- 1961-ben Ed Ohm a Bell Laboratories Crawford Hill-i kürtantennájának beállítása közben az égboltra irányította az antennát, és 22,2 K (± 2 K) hőmérsékletű, a „semmiből” érkező sugárzást detektált. Ebből a „nyers” eredményből levonva a légköri zajból, a radiométer maradékhőjéből és az egyéb forrásokból számított zajt (18,9±3 K) még mindig maradt 3,3±3 K — mivel azonban a mérések, illetve számítások hibahatárai átfedték egymást, Ohm (1961-ben) publikálta ugyan a különbséget, de nem tulajdonított neki jelentőséget. Szovjet csillagászok (Andrej G. Doroskevics és Igor Novikov) akik orosz fordításban ismerték meg Ohm tanulmányát és Jakov Boriszovics Zeldovics számításai alapján számítottak az ősrobbanásból visszamaradó háttérsugárzásra, 1964-ben publikálták,[8] hogy ennek kimutatására az Ohm-féle kürtantenna lenne a legalkalmasabb, azt azonban, hogy ezt a sugárzást Ohm már megmérte, egy fordítási hiba miatt nem vették észre a cikkben.

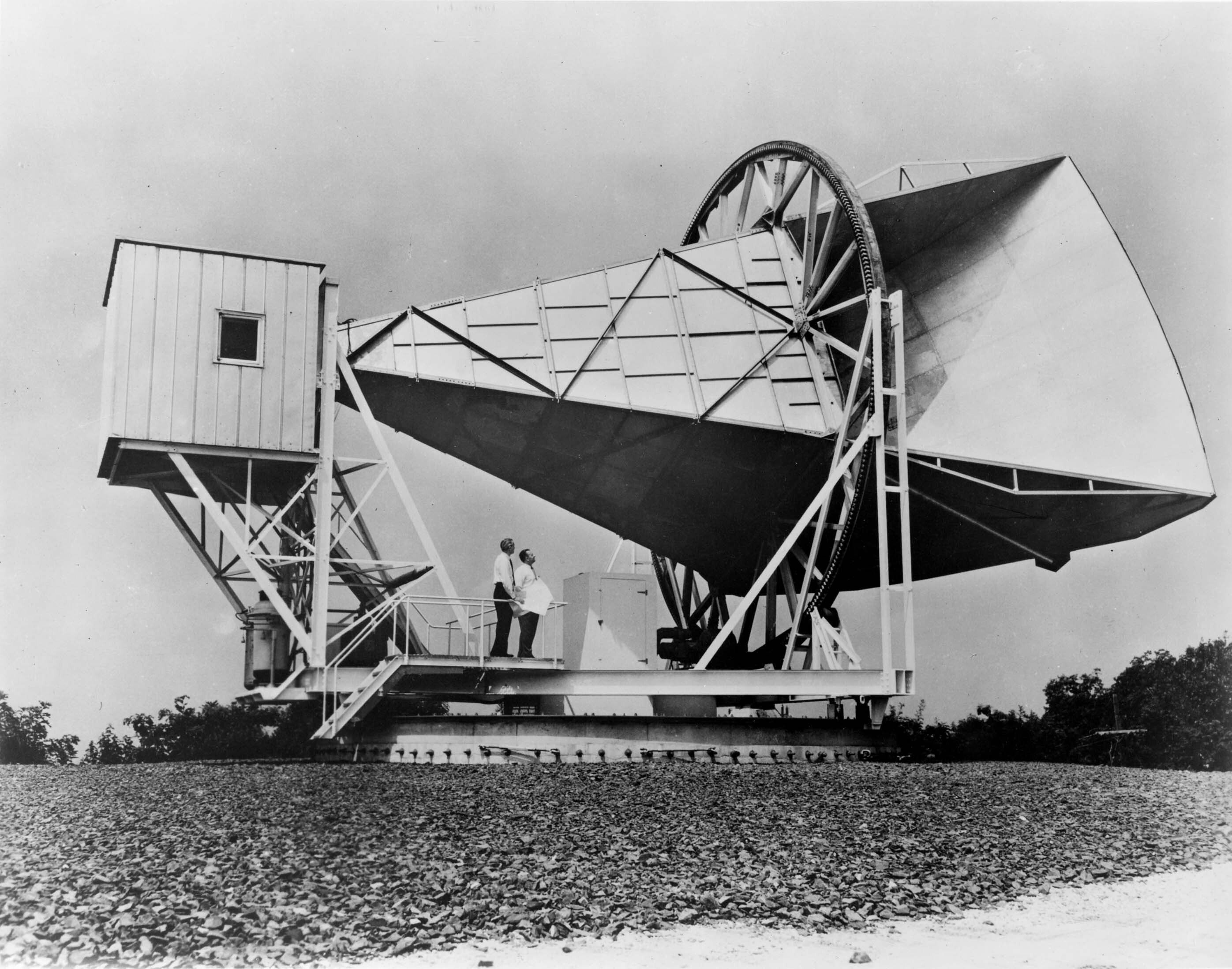
Penzias és Wilson a 15 méteres antenna alatt állnak, amellyel a felfedezésüket végezték

A tudományos közvélemény ténylegesen az alábbiak munkássága alapján ismerte meg, illetve fogadta el a háttérsugárzást:
A háttérsugárzás létezését George Gamow, Ralph Alpher és Robert Hermann jósolta meg 1948-ban, de ellenőrizhetetlennek vélt előrejelzésük nem talált nagy visszhangra.
1963-ban Arno Penzias és Robert Woodrow Wilson a Bell Telephone Laboratories Crawford Hill-i telephelyén kezdte rádiócsillagászatra használni az ott álló, műholdas kommunikációra szánt kürtantennát. Ezt kimondottan úgy tervezték, hogy a lehető legkevésbé interferáljon a földi forrásokkal, és lehetőleg minél pontosabban mérje a műholdakról és a világegyetem különböző részeiről érkező rádiózajt. Ezt kelvinben (K) fejezik ki aszerint, hogy hány fokos feketetest-sugárzásnak maximuma esik az adott hullámhosszra. A kürtantennát úgy tervezték, hogy a földi forrásokból eredő zaj 0,05 K alatt maradjon; Penzias és Wilson első lépésként ezt kívánta ellenőrizni, illetve igazolni. Ehhez olyan vevőt (a távcsőhöz csatlakoztatott elektronikus egységet) kellett építeniük, amely lehetőleg van annyira érzékeny, mint maga az antenna. A vevőben alkalmazott erősítők hasonlóak voltak azokhoz, amelyekkel Wilson Kaliforniában már tapasztalatokat szerzett. Ezeket folyékony héliummal hűtötték 4,2 K-re. Penzias ötlete volt, hogy a rendszert úgynevezett hidegreferenciával kalibrálják — ezt ugyancsak folyékony héliummal hűtötték mintegy 5 K-re.
Az antennát a hidegreferenciáról az égboltra átállítva meg tudták mérni annak látszólagos hőmérsékletét. Az égbolt tényleges hőmérsékletét — amit 0 K-nek vártak, mert mindketten az állandó állapotú világegyetem modelljének híveiként nem számítottak maradék háttérsugárzásra — a „nyers” mérési eredményből az ismert interferenciákat levonva kívánták megkapni. Lépésről lépésre tökéletesítették a rendszert, és ahogy a bizonytalanság csökkent, mind nyilvánvalóbb lett, hogy legalább 2 K különbséget nem tudnak magyarázni. Már-már kétségbeesettnek mondható erőfeszítésekkel próbálták a zajforrásokat tovább csökkenteni, így például alufóliával ragasztották le a szegecseket, kiköltöztették az antennából a befészkelt galambokat és kitakarították belőle a galambpiszkot stb., de a titokzatos, általuk „az antennából eredő többlethőmérsékletnek” nevezett zajt 1964-ben sem tudták kiküszöbölni. Ekkor Penzias egy ismerőse, Bernard Burke azt ajánlotta nekik, hogy konzultáljanak a Princetoni Egyetem Jim Peebles és Robert H. Dicke vezette kutatócsoportjával, akik tőlük mindössze félórányi autóútra dolgoznak valami hasonló problémán.
Dicke és Peebles a Princetoni Egyetemen hozott létre csoportot (aminek kettejükön kívül még két fiatal kutató, a radiométert építő Peter Roll és David Wilkinson volt tagja), éppen annak az elképzelésnek az igazolására, hogy a világegyetem egy sűrű és forró állapotból tágult mostani állapotába — már pedig ebből maradnia kellett egy meglehetősen alacsony hőmérsékletű háttérsugárzásnak. Miután telefonhívást kapott Crawford Hill-ből, Dicke ezt mondta: „Fiúk, megelőztek minket” ) A princetoni és Crawford Hill-i csoportok találkozóján Dicke megállapította, hogy a látszólagos antennahőmérséklet valóban a háttérsugárzás. Penzias és Wilson ezt erősen kételkedve fogadta, mivel az állandó állapot általuk vallott elvében efféle sugárzásnak nem volt helye. Ennek ellenére a sugárzás felfedezéséért 1978-ban ők kaptak fizikai Nobel-díjat, és nem Dicke.
Különös módon sem Dicke csoportjának tagjai, sem Penziasék nem ismerték Gamow, Alpher és Hermann munkásságát, tehát nem is hivatkoztak előrejelzéseikre. Gamow és tanítványai csak akkor tudták meg, hogy az általuk megjósolt háttérsugárzást sikerült megmérni, amikor a felfedezés híre a New York Times címoldalára került, és mélyen nehezményezték, hogy az ő cikkeiket meg sem említették. Neheztelésük kétoldalú, kölcsönösen méltatlan vádaskodássá fajult.

## Elfogadása
A kozmikus mikrohullámú háttérsugárzás eredetét az 1960-as évekig vitatták: az állandó állapotú (steady state) világegyetem elméletének néhány támogatója úgy vélte, hogy a távoli galaxisok által szórt csillagfényből származik.
Az 1970-es évekre kialakult az az egységes álláspont, hogy a mikrohullámú háttérsugárzás az ősrobbanás maradványa. Harrison, Peebles, Yu és Zeldovics megállapította, hogy a korai világegyetemnek 10‒4 vagy 10‒5 nagyságrendű inhomogenitásokat kellett tartalmaznia. Később Rasid Szunyajev kiszámította, milyennek kell látszania ennek az inhomogenitásnak. Egyre szigorúbb korlátokat sikerült megfigyelésekkel elérni az anizotrópia felső határára, de az anizotrópiát csak a COBE műhold Differential Microwave Radiometer nevű műszere mutatta ki.

## Újabb kísérletek

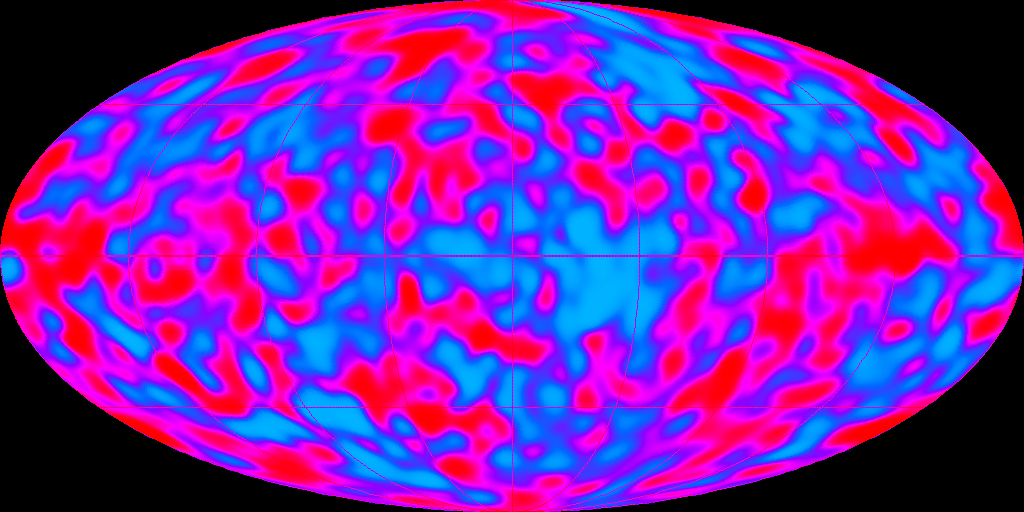
A közismert COBE kép, amelyen láthatóak a kozmikus mikrohullámú háttérsugárzás kis mértékű hőmérsékletingadozásai. A hőmérsékletfelbontása a fenti WMAP képnél jóval kisebb

Mivel a víz elnyeli a mikrohullámú sugárzást (ezen az elven működnek a mikrohullámú sütők), földi műszerekkel nehéz pontosan észlelni, ezért egyre nagyobb szerephez jutnak a légköri és űreszközök. A felszíni megfigyeléseket is többnyire magas helyeken, például az Chilei Andokban vagy a Déli-sarkvidéken végzik.
A Cosmic Background Explorer (COBE) műhold végezte a legsikeresebb űrbeli megfigyeléseket  1989 és 1996 között. Megmutatta, hogy nagy skálán nem egyenletes, hanem anizotróp (nem dipól) a sugárzás. Az ingadozás mértéke nem nagy, csupán százezredrésznyi. A COBE eredményei után sok földfelszíni és ballonos kísérletet végeztek a kisebb skálájú anizotrópia mérésére. Az elsődleges cél az első akusztikus csúcs mérése volt, mivel a COBE nem volt képes az ehhez szükséges felbontásra. Az első csúcsot egyre növekvő pontossággal mérték meg, és 2000-re a Boomerang-kísérlet azt jelentette, hogy a legnagyobb fluktuáció az egy fokos skálán található. Más kozmológiai adatokkal összevetve ez az adat arra utalt, hogy a világegyetem geometriája sík (görbülete nulla, a sűrűsége a kritikus sűrűség környékén található).
A COBE eredményei hatására több földi és léggömbös kísérletet végeztek, hogy a következő évtizedben a háttérsugárzás anizotrópiáját kisebb skálán megmérjék. Ezeknek a kísérleteknek az elsődleges célja az volt, hogy megmérjék az első akusztikus csúcs skáláját, amelyhez a COBE-nak nem volt elegendő a felbontása. Az anizotrópia első csúcsát a Toco kísérlet észlelte, majd a BOOMERanG és a MAXIMA kísérletek megerősítették.  A mérések megmutatták, hogy a világegyetem nagyjából sík, képesek voltak megcáfolni, hogy a kozmikus húrok játszották a legfőbb szerepet a kozmikus szerkezet kialakulásában, és valószínűvé tették, hogy a kozmikus infláció a szerkezet kialakulásának helyes elmélete.
A második csúcsot több kísérlet is kimutatta, mielőtt a WMAP pontosan észlelte a harmadik csúcsot is. A WMAP-t a NASA 2001 júniusában indította útjára, hogy pontosabban megmérje az egész égbolt anizotrópiáját. Az eredmények szoros összhangban álltak a kozmikus infláció modelljétől várt eredményekkel és más kiegészítő elméletekkel — ezek részletes leírása megtalálható a NASA honlapján. Számos kísérlet folyik jelenlega polarizáció és a kis szögfelbontású háttérsugárzás mérésének javítására. Többek között a DASI, WMAP, BOOMERanG és a Cosmic Background Imager. A tervezett kísérletek között van a Planck műhold, az Atacama Kozmológiai Távcső (Atacama Cosmology Telescope) és a South Pole Telescope (Déli-sark távcső).
A WMAP méréseiből a kozmológiai mennyiségekre a következő értékeket kapták:
| a világegyetem sűrűsége ρ/ρkrit.: | 1,02 ± 0,02 1-nél sík világegyetem                          |
| Hubble-állandó, H:                | {\displaystyle 71_{-3}^{+4}} km/s/Mpc                       |
| a háttérsugárzás lecsatolódása:   | 380 000 évvel az ősrobbanás után z=1089±1 vöröseltolódásnál |
| A világegyetem kora:              | 13,7±0,2 milliárd év                                        |

A harmadik űrmissziót, a Planck műholdat 2009-ben indították. A Planck bolométertechnológiát alkalmaz, és a WMAP-nél kisebb skálákon mér. Az előző két misszióval szemben a Planck a NASA és az Európai Űrügynökség (ESA) együttműködésében készült.